# NGC 2707
NGC 2707 је појединачна звезда у сазвежђу Хидра која се налази на NGC листи објеката дубоког неба.
Деклинација објекта је - 3° 3' 57" а ректасцензија 8h 56m 5,6s. Привидна величина (магнитуда) објекта NGC 2707 износи 13,0 а фотографска магнитуда 14,9.